# Гарт. Спортовий часопис
«Гарт. Спортовий часопис» (англ. Hart. The Sport Newspaper) — періодичне спортивне видання, яке з дозволу УНРРА (Адміністрація Організації Об'єднаних Націй для допомоги і відбудови) виходило в місті Бад-Верісгофені (федеральна земля Баварія, з 1949 року — ФРН) з 28 липня 1946 року. Часопис виходив у видавництві «Гарт», яке розташовувалося на вул. Германн-Ауст-Штрассе, 26Е. Друкували газету в Ганса Гольцманна (нім. Hans Holzmann) у Бад-Верісгофені.
|  | СЛОВО ДО ЧИТАЧІВ Люди доброї волі і доброї думки, які ще в рідному краю піддержували ділом і словом тіловиховний рух, взялися за видавання спортового часопису. Керувала ними при тому не надія матеріальної користи, не охота розголосу чи вияву себе, а ствердження потреби такого часопису серед нашого громадянства на еміграції. Випускаємо оце перше число «Гарту». Здаємо собі справу з того, що воно далеко не таке, як повинно виглядати. На те складаються різні причини включно до черенок і паперу. Але сподіваємось у чергових числах доповнити недостачі, головно щодо найновіших спортових подій. Наша мета: 1. Служити розвиткові фізичної культури в різних її ділянках. 2. Плекати ідеал українського спортовця під гаслом: «Краса і Сила». 3. Поширювати зрозуміння ваги фізичної культури для нашого народу. До тієї мети йтимемо: 1. Стараючись дати в руки читацького загалу добрий, безсторонній, український часопис. 2. Допускаючи здорову і вірну критику нашого спортового життя. 3. Вказуючи на найкращі зразки спортовців минулого і теперішнього часу — як наших, так і чужинних. Закликаємо Всіх, кому дорога ідея фізичного виховання народу до співпраці з нами. Просимо допомагати нам радою і редакційним матеріалом, піддержувати «Гарт», бо тільки тоді часопис відповість своєму завданню. А наше головне і найважніше завдання — як на це вказує назва часопису: Гартувати тіло, а тим самим і духа на сьогоднішній, завтрішній і післязавтрішній день. |